# Plasa Costești, județul Lăpușna
Plasa Costești a fost o unitate administrativ-teritorială din județul Lăpușna creată în anul 1918, după unirea Basarabiei cu România. Ulterior, a suferit modificări teritoriale în anul 1925 când a fost implementată Legea de unificare administrativă pentru întregul Regat al României, înlocuind specificul organizărilor anterioare din din perioada țaristă. În 1929 plasa a fost desființată, iar localitățile au fost distribuite între plășile Chișinău și Hâncești.

## Localități
| Comună                     | Localități                | Amplasarea actuală |
| -------------------------- | ------------------------- | ------------------ |
| 1. Comuna Băcioi, Chișinău |                           |                    |
| Băcioiu                    | Băcioi, Chișinău          |                    |
| Băcioiu-Nou                |                           |                    |
| Răvaca                     | Revaca, Chișinău          |                    |
| Sângera                    | Sîngera                   |                    |
| Trăisteni                  | Străisteni, Chișinău      |                    |
| 2. Costești                |                           |                    |
| Costești                   | Costești, Ialoveni        |                    |
| Gârla                      | inclus în satul Costești  |                    |
| Hanul-Vechiu               | Hansca, Ialoveni          |                    |
| 3. Dudești                 |                           |                    |
| Cartușe                    | inclus în orașul Durlești |                    |
| Dudești                    | Durlești                  |                    |
| 4. Horăști                 |                           |                    |
| Găurenii-de-Jos            | Găurenii                  |                    |
| Horăști                    | Horești, Ialoveni         |                    |
| 5. Ialoveni                |                           |                    |
| Ialoveni                   | Ialoveni                  |                    |
| Sociteni                   | Sociteni, Ialoveni        |                    |
| 6. Molești                 | Molești                   | Molești            |
| 7. Mileștii-Mici           |                           |                    |
| Brăila                     | Brăila                    |                    |
| Mileștii-Mici              | Mileștii                  |                    |
| 8. Nimoreni                |                           |                    |
| Mititei                    |                           |                    |
| Nimoreni                   | Nimoreni, Ialoveni        |                    |
| 9. Puhoi                   |                           |                    |
| Curenii-Noui               |                           |                    |
| Țipala                     | Țipala, Ialoveni          |                    |
| Mișcova                    | Mișcova                   |                    |
| Puhoi                      | Puhoi, Ialoveni           |                    |
| 10. Răzeni                 |                           |                    |
| Bălțați                    | Bălțați, Ialoveni         |                    |
| Budei                      | Budăi, Ialoveni           |                    |
| Cighirleni                 | Cigîrleni, Ialoveni       |                    |
| Răzeni                     | Răzeni, Ialoveni          |                    |
| 11. Suruceni               |                           |                    |
| Dănceni                    | Dănceni, Ialoveni         |                    |
| Suruceni                   | Suruceni, Ialoveni        |                    |